# 金仲基
金 仲基（キム・ジュンギ、朝鮮語: 김중기、1901年 - 没年不詳）は、日本統治時代の朝鮮の教員、大韓民国の政治家。長興邑長、制憲韓国国会議員。

## 経歴
全羅南道長興郡出身。光州師範学校卒。教員、農業を経て、光復後は長興邑長、無所属の国会議員を務めた。朝鮮戦争の際、北朝鮮に拉致され以後消息不明。